# Athanas
Athanas is een geslacht van kreeftachtigen uit de klasse van de Malacostraca (hogere kreeftachtigen).

## Soorten
- Athanas ahyongi Anker & Komai, 2010
- Athanas amazone Holthuis, 1951
- Athanas anatidactylus Anker & Marin, 2007
- Athanas areteformis Coutière, 1903
- Athanas daviei Anker, 2011
- Athanas dentirostris Anker, Jeng & Chan, 2001
- Athanas dimorphus Ortmann, 1894
- Athanas djiboutensis Coutière, 1897
- Athanas gracilipes Banner & Banner, 1978
- Athanas gracilis Boone, 1935
- Athanas granti Coutière, 1908
- Athanas grimaldii Coutière, 1911
- Athanas hasswelli Coutière, 1908
- Athanas hongkongensis Bruce, 1990
- Athanas iranicus Anker, Naderloo & Marin, 2010
- Athanas ivoiriensis Anker & Ahyong, 2007
- Athanas japonicus Kubo, 1936
- Athanas jedanensis de Man, 1910
- Athanas locincertus Banner & Banner, 1973
- Athanas manticolus Duris & Anker, 2014
- Athanas marshallensis Chace, 1955
- Athanas minikoensis Coutière, 1903
- Athanas naga Banner & Banner, 1966
- Athanas nitescens (Leach, 1813 [in Leach, 1813-1814])
- Athanas nouvelae Holthuis, 1951
- Athanas ohsimai Yokoya, 1936
- Athanas orientalis Pearson, 1905
- Athanas ornithorhynchus Banner & Banner, 1973
- Athanas parvus de Man, 1910
- Athanas phyllocheles Banner & Banner, 1983
- Athanas polymorphus Kemp, 1915
- Athanas rhothionastes Banner & Banner, 1960
- Athanas shawnsmithi Anker, 2011
- Athanas squillophilus Hayashi, 2002
- Athanas stebbingii de Man, 1920
- Athanas sydneyensis Anker & Ahyong, 2007
- Athanas tenuipes de Man, 1910
- Athanas transitans